# Celerena obiana
Celerena obiana är en fjärilsart som beskrevs av Louis Beethoven Prout 1910. Celerena obiana ingår i släktet Celerena och familjen mätare. Inga underarter finns listade i Catalogue of Life.